# Mikołaj Sulewski
Mikołaj Sulewski h. Pomian (ur. 23 września 1859 w Grandziczach, zm. 8 listopada 1943 w Grodnie) – generał brygady Wojska Polskiego.

## Życiorys
Urodził się 23 września 1859 w majątku Grandzicze, w ówczesnym powiecie grodzieńskim guberni grodzieńskiej. Od 1877 w służbie wojskowej. W 1880 ukończył Oficerską Szkołę Artylerii w Petersburgu, oficer zawodowy artylerii Armii Imperium Rosyjskiego. Uczestnik wojny rosyjsko-japońskiej 1904-1905 jako dowódca baterii. W 1910 dowódca dywizjonu w Wilnie.
W I wojnie światowej dowódca Brygady Artylerii w kampanii mazurskiej 1914. uniknął niewoli i pełnił obowiązki szefa sztabu dywizji piechoty na froncie niemieckim. Generał major z 1917. Po 1917 działał w Związku Wojskowych Polaków i z jego rekomendacji mianowany inspektorem artylerii w II Korpusie Polskim w Rosji (na Wschodzie), ale wobec klęski Korpusu w bitwie pod Kaniowem funkcji tej nie objął.
Od 1918 do stycznia 1919 dowódca Samoobrony na Ziemi Grodzieńskiej – aresztowany przez Niemców. W 1921 formalnie w Wojsku Polskim. Zweryfikowany jako generał brygady z 1 czerwca 1919 i przeniesiony na emeryturę. Mieszkał w Grodnie przy ul. Orzeszkowej 20. 4 grudnia 1933 Komitet Krzyża i Medalu Niepodległości odrzucił wniosek o nadanie mu tego odznaczenia „z powodu braku pracy niepodległościowej”. Zmarł 8 listopada 1943. Pogrzeb stał się manifestacją polskości. Niemcy nie interweniowali.
10 stycznia 1894 ożenił się z Kazimierą Worytko h. Sas (1876–1949), z którą miał syna Aleksandra (ur.  1897), majora dyplomowanego artylerii Wojska Polskiego. Kazimiera Sulewska po II wojnie światowej mieszkała w Chełmie przy ul. Lubelskiej 8 m. 34. Została pochowana na cmentarzu parafialnym przy ul. Lwowskiej w Chełmie.